# León el Africano

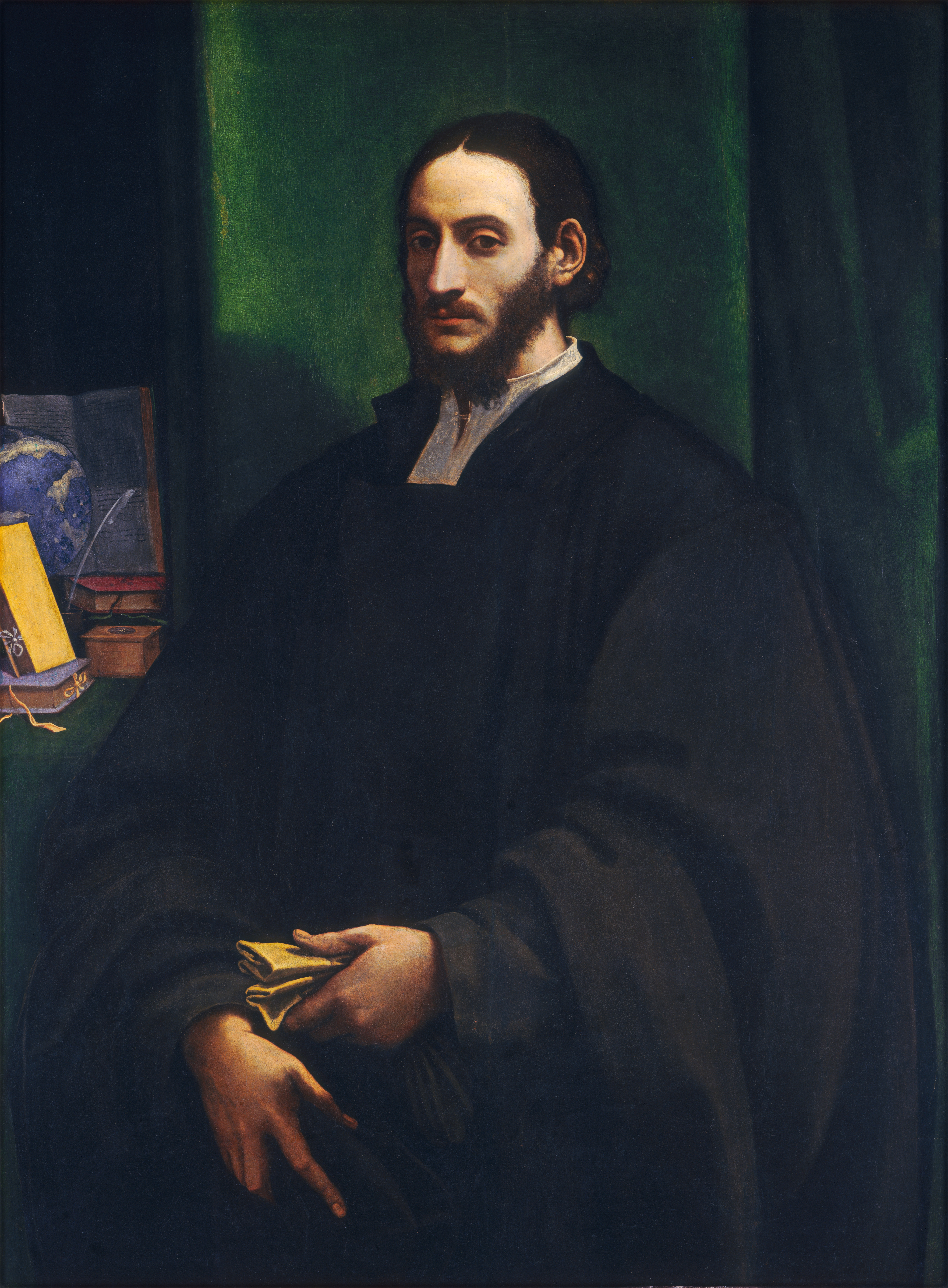
Retrato de un humanista, pintado por Sebastiano del Piombo. Posible retrato de León el Africano (Galería Nacional de Arte de Washington D. C.).

León el Africano (en árabe: حسن ابن محمد الوزان الغرناطي Hassan ibn Muhammad al-Wazzan al-Gharnati‎) (Granada, 1488 – Túnez, 1554) fue un diplomático y explorador andalusí, conocido por su obra Descrittione dell'Africa (Descripción de África), en la que describe la geografía del norte de África.

## Biografía
Existen pocas referencias sobre León el Africano. Casi por sí solas las notas autobiográficas de la Descripción de África constituyen la única fuente de la que extraer información sobre su vida. Se cree que León el Africano nació entre 1486 y 1488, pertenecía a una familia ilustrada que residió en Granada hasta que los Reyes Católicos la conquistaron en 1492.
Cuando la familia de Hasan se vio forzada al exilio, salió de la península ibérica y esta salida se presume que fue entre el 1492 al 1500. Se establecieron en la ciudad marroquí de Fez, donde Hasan vivió su juventud. Recibió una educación privilegiada, como miembro de una familia culta y privilegiada, ya que su padre poseía tierras y posesiones en el Rif y su tío cumplía misiones diplomáticas en nombre del sultán. Estudió en la mezquita de Al Karaouine de Fez y en la madrasa de al-Bu'inaniya, donde cursó los estudios de Teología y Derecho, llegando a obtener el título de faqih.
Durante una corta temporada, Hasan trabajó en un maristan (hospital y asilo), pero pronto dejó Fez para acompañar a su tío en un viaje diplomático hacia el Magreb, Kano y Tombuctú (en ese entonces perteneciente al Imperio Songhay, y que constituía uno de los centros culturales y comerciales más importantes de África) y otras ciudades del oeste africano. 
Pocos años más tarde, Hasan había cruzado varias veces el Mediterráneo y visitado Constantinopla, Egipto, y probablemente también Arabia, pero ya sin la compañía de su tío, realizando él misiones diplomáticas para el sultán de Fez. Se sabe que llegó a La Meca y a Medina, así cumpliendo su peregrinación. 
A los veinticinco años, en 1518 mientras atravesaba el Mediterráneo, fue capturado por el español Pedro de Bobadilla, almirante y capitán general de la armada pontificia, cerca de Creta o la isla de Yerba, que, al identificarlo como un erudito musulmán lo llevó ante el papa León X como un regalo. León pasó quince meses encarcelado en el Castillo de Sant'Angelo. Viendo que era la única forma de quedar libre, León decide convertirse. La misión de instruir al musulmán en la doctrina católica y examinar sus conocimientos fue encargada a tres obispos: Paride Grassi, Giovanni Bononcini y Gabriel Fosco.

### Conversión al cristianismo
León fue bautizado el 6 de enero, en la festividad de la Epifanía de 1520, por el papa León X, que le dio el nombre de Giovanni Leone di Medici, pero pronto se le conoció como Leone, il africano, es decir, León el Africano. Aunque León se referirá a sí mismo durante esta época como Yuhanna al-Asad (Yuhanna el león). La conversión de Al-Wazzan se interpretó como un signo de la expansión de la cristiandad por todo el orbe, por ello sus padrinos de bautismo fueron cardenales muy implicados en la conversión de los musulmanes. El primero fue Bernardino López de Carvajal, el segundo Lorenzo Pucci y en tercer lugar el cardenal Egidio de Viterbo. Con este tendría una relación más prolongada. Ya en 1519 mientras estaba encarcelado, León era tutor de árabe de este cardenal humanista. Además de trabajar para este cardenal estuvo al servicio de Alberto Pío, príncipe de Carpi, que era embajador de Francisco I en Roma. Para él tradujo las Epístolas de San Pablo al árabe en 1521.  
León X pidió a Giovanni Leone que hiciera un compendio donde expusiera todo lo que conocía de África. Así, León el Africano escribió en lengua italiana su obra más importante: Della descrittione dell'Africa et delle cose notabli che ivi sono (Descripción de África y de las cosas notables que ahí hay). Tan importante fue esta obra, que durante mucho tiempo no existió otro texto en Occidente en donde se hablara de Bilad al-Sudan (la Tierra de los Negros). El libro se divide en nueve partes: 1. Generalidades de África, 2. Sudoeste marroquí, 3. Reino de Fez, 4. Reino de Tremecén, 5. Bugia y Túnez, 6. Sur marroquí, argelino, tunecino, Libia, 7. Tierra de los Negros, 8. Egipto y 9. Ríos, animales, vegetales y minerales de África. La primera sirve de introducción al resto y a continuación divide el territorio africano, siguiendo, según él, a los escritores africanos, en cuatro partes o zonas paralelas al Mediterráneo: Berbería, Numidia, Libia y Tierra de los negros . A su vez subdivide a estas en reinos y los reinos en regiones. En la introducción de la Geografía y en el colofón de 1526, León manifiesta su deseo de escribir otros dos volúmenes similares a este, uno sobre Asia y otro sobre Europa que nunca llegó a escribir.
En 1521, el papa León X, mentor de León el Africano, murió y fue nombrado papa Adriano de Utrecht con el nombre de Adriano VI. Este papa era contrario a los Medici por lo que, junto a su padrino Egidio de Viterbo, León  se mudó a Bolonia y más tarde visitó Florencia y Nápoles. Adriano VI murió poco después en 1523 y fue nombrado papa Julio de Médici con el nombre de Clemente VII, por lo que al estar en el solio papal un Medici el cardenal y León regresaron a Roma. Antes de volver, mientras León estaba en Bolonia, inició junto con el médico judío Jacob Mantino un Diccionario trilingüe (árabe-hebreo-latín) que quedó inconcluso. Actualmente este manuscrito se encuentra en la biblioteca del monasterio de El Escorial. 
Además de las mencionadas obras, León escribió el libro De Viris quibusdam Illustribus apud Arabes (Sobre algunos hombres ilustres entre los árabes) con la sección adicional De Viris quibusdam Illustribus apud Hebraeos (Sobre algunos hombres ilustres entre los hebreos). En él se recogen las biografías de treinta árabes ilustres (de los cuales veinticinco son musulmanes, tres nestorianos y cinco judíos). Se sabe que León escribió otras dos obras más que actualmente se encuentran perdidas. Una de ellas llevaba por título Gramática y prosodia árabe, que León prometió a su amigo el médico judío Jacob Mantino, mientras que la otra era La fe y la ley de Muhammad según la escuela malakita del derecho, que fue entregada a Egidio de Viterbo.

### Vuelta al islam
En 1527 tuvo lugar el Saco de Roma y se cree que, debido al caos reinante, León se vio en la tesitura de volver al norte de África. Hay noticias de que cinco años después en 1532 Johann Albrecht Widmannstetter, un orientalista alemán interrogó a Egidio de Viterbo sobre el paradero de Giovanni Leone. El cardenal le indicó que estaba en Túnez. La versión más aceptada es que León el Africano pasó allí sus últimos años. Retornó al islam, y probablemente se puso al servicio de Muhammad al-Hasan de la dinastía hafsí hasta que fue derrocado y cegado por su hijo Ahmad.
No existen testimonios al respecto, pero se cree que León el Africano murió en torno a 1554 en Túnez.

## Obras
- León el Africano, Juan (1512). Vocabulario arábigo-hebreo-latino (en italiano). Biblioteca del Monasterio del Escorial.
- León el Africano, Juan (1526). Descripción general del África y de las cosas peregrinas de allí.
- León el Africano, Juan (1526). De Viris quibusdam Illustribus apud Arabes
- León el Africano, Juan (1526). De viris illustribus apud Hebraeos
- León el Africano, Juan (1526). La fe y la ley de Muhammad según la escuela malakita del derecho, en la actualidad perdida.